# Thomas A. Budd
Thomas A. Budd (28 de abril de 1818 - 22 de marzo de 1862) fue un oficial de la armada naval de los Estados Unidos. La Costa Budd, un sitio ubicado en la Antártida, fue nombrado en su honor.

## Biografía
Budd ingresó a la armada como guarda marino en 1829, obteniendo el rango de teniente en 1841. Hizo parte de la tripulación del USS Peacock durante la Expedición Wilkes, comandada por el capitán Charles Wilkes (1838-1842). Más tarde se unió al buque insignia de la expedición, el USS Vincennes, como maestro.
A fines de la década de 1840 se unió a la línea californiana del Pacific Mail Steamship Company como comandante, sirviendo a la línea durante la cima de la fiebre del oro de California. En 1848, bajo su mando, el California se convirtió en el primer buque de vapor estadounidense en navegar el estrecho de Magallanes. Se le solicitó unirse al comodoro Matthew C. Perry en su Expedición a Japón, pero renunció antes de su partida en 1853. Más tarde se mudó a Buffalo, Nueva York. Allí, ocasionalmente contribuyó con artículos para el periódico Courieron.

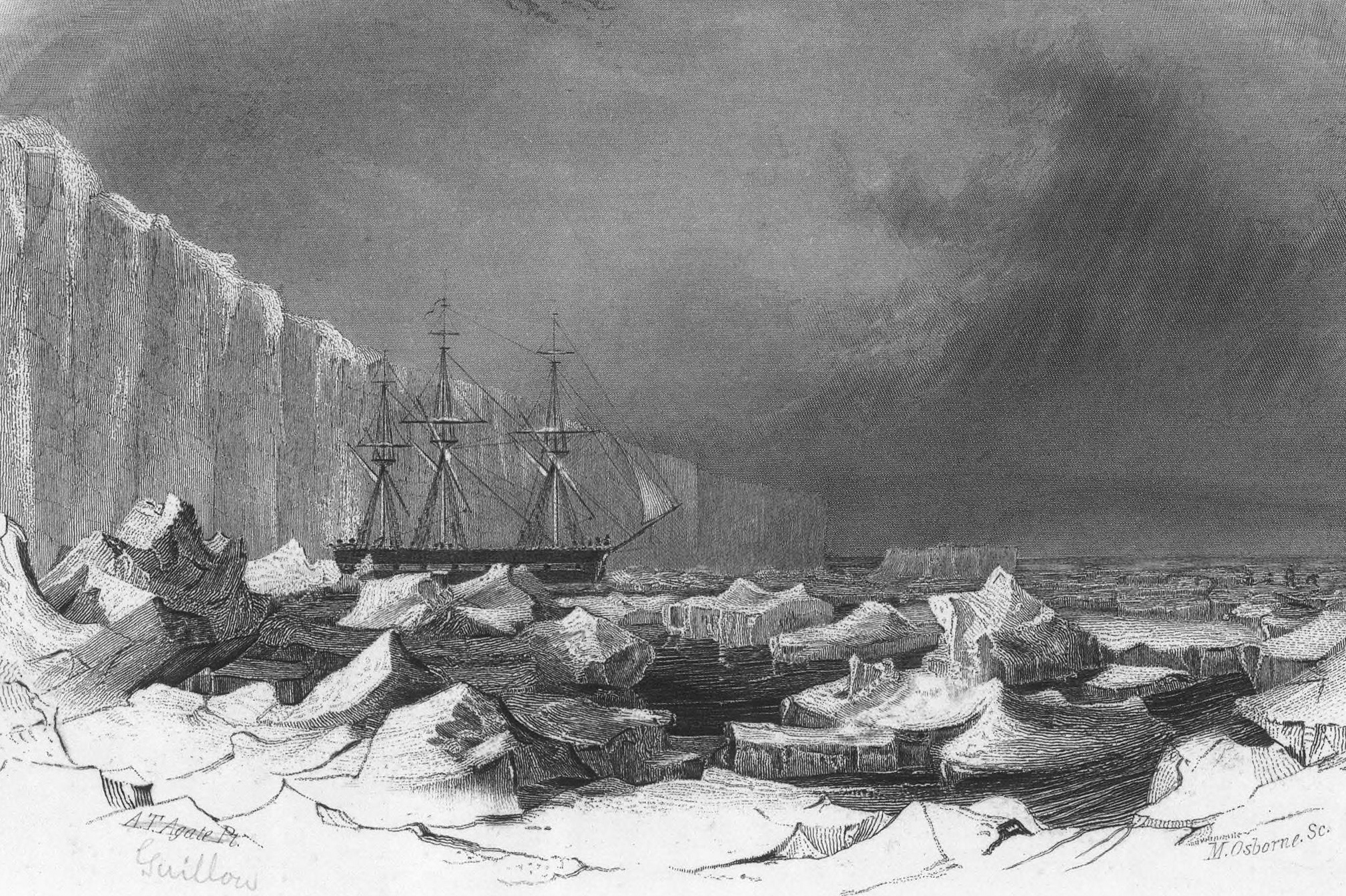
El USS Peacock en 1840 durante su exploración de la Antártida.

Políticamente, era demócrata y se oponía al abolicionismo. Al comienzo de la Guerra Civil, Budd ofreció sus servicios a la Unión y fue puesto al mando del buque USS Penguin. El Penguin inicialmente era parte del Escuadrón de Bloqueo del Atlántico Norte, pero se unió a la Flotilla de Potomac el 19 de agosto de 1861. En octubre se trasladó al Escuadrón de Bloqueo del Atlántico Sur. Participó en el bombardeo de Hilton Head en noviembre. Durante esa batalla, el Penguin sufrió serias averías y Budd ordenó que un remolcador transportara el barco para que pudiera continuar bombardeando el puerto. En diciembre de 1861, Budd ayudó a los esclavos fugados alrededor de Edisto Island, Carolina del Sur, mientras apoyaba actividades en esa área estando bajo el mando de Percival Drayton. Fue asesinado en una escaramuza en Mosquito Inlet, en la costa este de Florida, cerca de Esmirna, el 22 de marzo de 1862. Fue enterrado en el cementerio Forest Lawn de Buffalo.
Budd estaba casado y tenía hijos.